# Tavoletta grafica

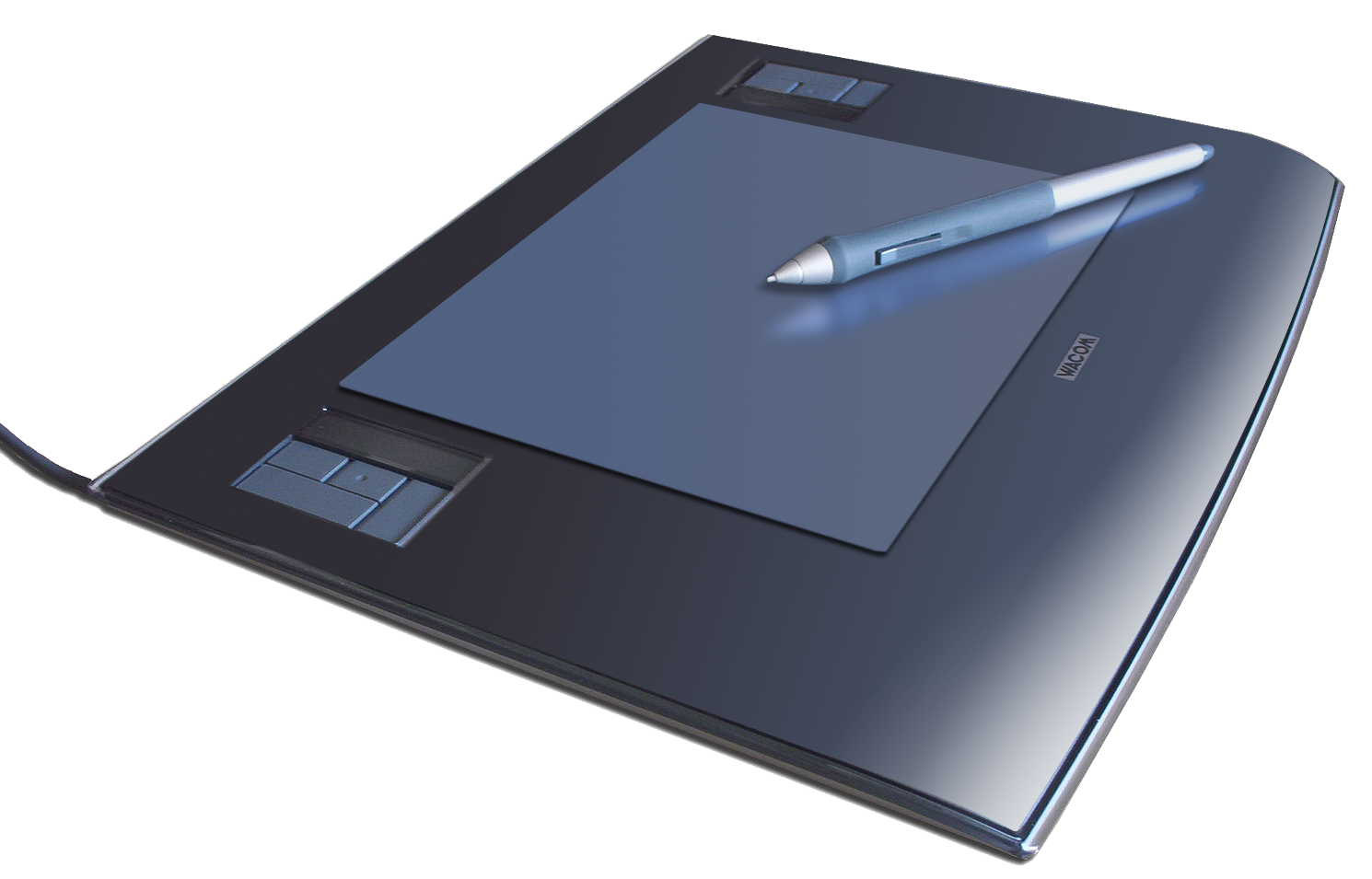
Una tavoletta grafica

La tavoletta grafica è una periferica che permette l'immissione di dati all'interno di un computer.
Nei primi anni novanta conobbe un notevole impiego per software di disegno digitale (CAD), come il celebre AutoCAD, che poteva essere completamente gestito da una tavoletta grafica provvista di puntatore.
L'uso della tavoletta per il disegno tecnico si è poi progressivamente ridotto, a causa della maggiore diffusione dello scanner come periferica di acquisizione di immagini.
Successivamente le tavolette grafiche hanno ripreso piede sul mercato e vi si trovano di diverse dimensioni - ridotte, medie ed elevate - e di diverse qualità. Il sistema di tavoletta passiva è il più diffuso e lo si ritrova, ad esempio, nelle tavolette Wacom. Esso sfrutta un meccanismo ad induzione elettromagnetica. Oggigiorno, inoltre, la sensibilità della pressione della penna è andata a migliorare e quasi tutte le tavolette posseggono una serie di tasti. 
Ultimamente si sono diffuse anche le tavolette grafiche che permettono di visualizzare in sé lo schermo del monitor in tempo reale, per una migliore esperienza di disegno; o addirittura di sostituire il monitor, come i modelli Cintiq della Wacom o le Kamvas della Huion.
Attualmente sono utilizzate soprattutto per il disegno artistico, a mano libera e per il foto ritocco, come strumento per la scrittura digitale e la creazione di disegni e schizzi o per disegnare gli storyboard, usando una apposita penna grafica sul supporto. Oltre ad essere usate per disegno statico, esse sono anche sfruttate per l'animazione 2D. 
Vengono sfruttate anche negli ambiti della grafica vettoriale e della computer grafica. Nel primo campo, vengono usate principalmente per la realizzazione di loghi o di illustrazioni. Nel secondo campo, vengono utilizzate soprattutto per la creazione di modelli 3D e per l'animazione 3D; e meno comunemente per il rigging.